# Бецольд, Фридрих
Фридрих Бецольд (нем. Friedrich Bezold; 9 февраля 1842 года, Ротенбург-об-дер-Таубер — 5 октября 1908 года,  Мюнхен, Германская Империя) — немецкий окулист и специалист в области отологии.

## Биография
Родился 9 февраля 1842 года в городе Ротенбург-об-дер-Таубер. Изучал медицину в Мюнхене, Эрлангене и Вюрцбурге с 1860 по 1866 год. Затем  переехал в Мюнхене в качестве офтальмолога. В 1877 года получил звание профессора отологии. С 1878 года заведовал поликлиникой отиатрической больницы Мюнхенского университета.
С 1885 года Фридрих Зибенманн учился у Безольда, что привело к дружбе на всю жизнь. Зибенманн был сторонником лечения борной кислотой, изобретенной Безольдом. В 1906 году Зибенманн отредактировал 32 лекции в разделе, посвященном внутреннему уху, в учебнике Бецольда по отологии для врачей и студентов.
В 1886 году стал адъюнкт-профессором, а в 1906 году.полным профессором.
Безольд опубликовал множество работ в своей области.  Стали известны его слуховые тесты с камертонами и его усилия по улучшению обучения людей с нарушениями слуха.
Умер в ночь с 5 на 6 октября 1908 года в Мюнхене.